# Schwarzbach (Elmbach)
Der Schwarzbach ist ein elfeinhalb Kilometer langer grobmaterialreicher, silikatischer Mittelgebirgsbach in der Vorder- und Kuppenrhön und im Sandsteinspessart und ein linker und östlicher Zufluss des Elmbaches im hessischen Main-Kinzig-Kreis.

## Geographie

### Verlauf

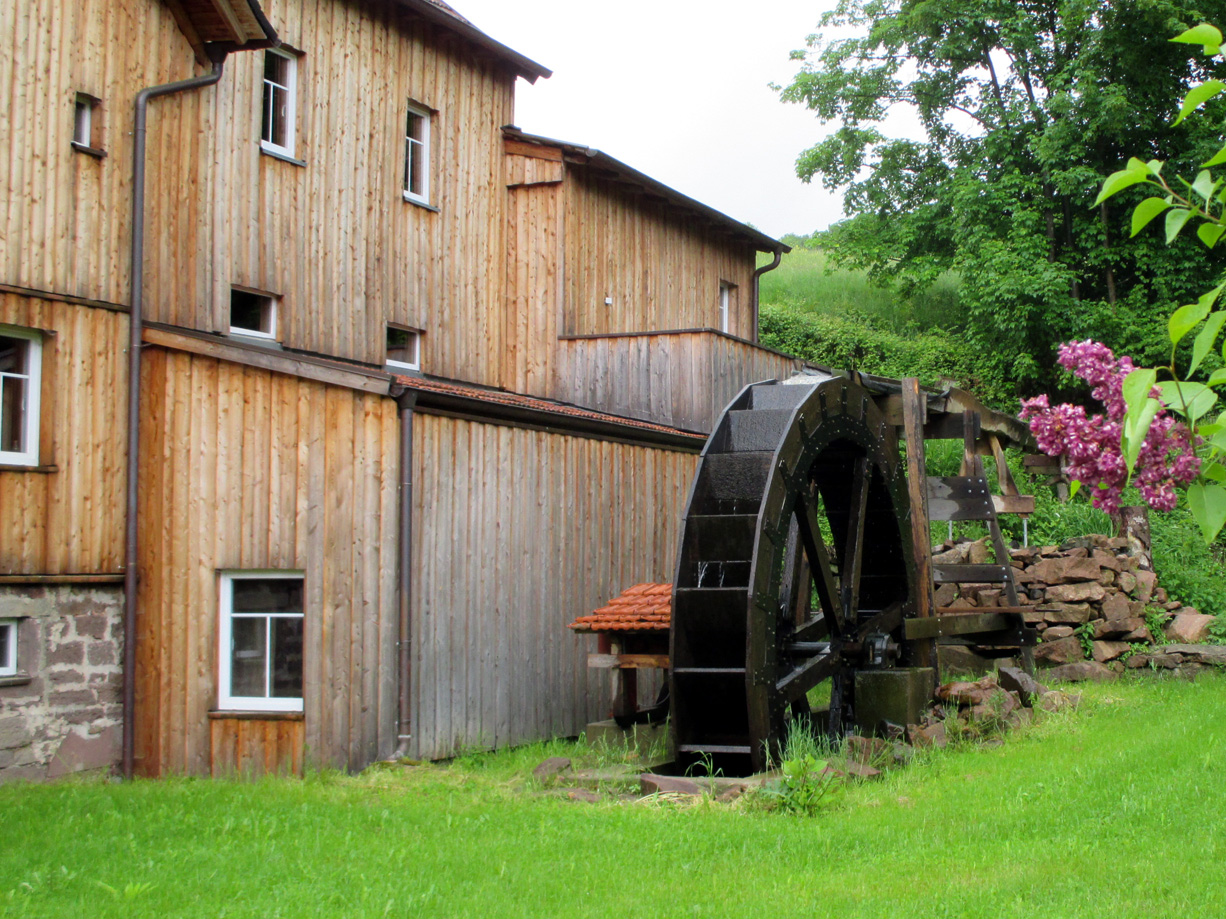
Germühle im Schwarzbachtal

Der Schwarzbach entspringt auf einer Höhe von etwa 548 m ü. NHN im Bergwinkel nordöstlich des Schlüchterner Stadtteils Gundhelm. 
Seine Fließrichtung ist zunächst westlich. Später wechselt er seinen Lauf nach Südwesten, seiner Hauptfließrichtung, welche er im Wesentlichen bis zur Mündung beibehält. Bei Gundhelm wird er auf seiner linken Seite vom Weissbach gespeist. 
Er mündet schließlich beim Schlüchterner Stadtteil Elm auf einer Höhe von ungefähr 230 m ü. NHN von links in den wasserärmeren und dort erst etwa 6,5 km langen Elmbach.
Der etwa 11,5 km lange Lauf des Schwarzbachs endet ungefähr 318 Höhenmeter unterhalb seiner Quelle, er hat somit ein mittleres Sohlgefälle von circa 28 ‰.

### Einzugsgebiet
Das 17,30 km² große Einzugsgebiet des Schwarzbachs liegt in der Vorder- und Kuppenrhön und im  Sandsteinspessart. Es wird durch ihn über den Elmbach, die  Kinzig, den Main und den Rhein zur Nordsee entwässert.
Es grenzt
- im Nordosten an das Einzugsgebiet des Kalbachs, der über die Fliede und die Fulda in die Weser entwässert;
- im Südosten an das des Hammersbach, der über die Schmale Sinn, die Sinn und die Fränkische Saale in den Main entwässert;
- im Süden an das des Grennelbachs, der in die Kinzig mündet und an das der Kinzig selbst;
- im Nordwesten an das des Elmbachs;
- und im Norden an das des Kressenwassers, das in die Fliede mündet.

Die höchste Erhebung ist die Hoherain mit 588 m ü. NHN  im Osten des Einzugsgebiets.

### Zuflüsse
- Weissbach (links), 4,6 km
- Mausbach[3] [GKZ 24781249922] (rechts), 1,3 km

### Flusssystem Kinzig
- Liste der Fließgewässer im Flusssystem Kinzig (Main)

## Mühlen
- Gundhelm
  - Johannesmühle (auch Waldmühle oder Hilbergsmühle genannt)
  - Ganz Mühle
  - Hommelmühle
  - Gehrmühle
  - Gerzmühle (Gölsmühle)
- Elm
  - Brandensteiner Mühle
  - Untere Mühle (an einem vom Schwarzbach abgeleiteten Graben)